# Papa Pingouin
Chansons représentant le Luxembourg au Concours Eurovision de la chanson
J'ai déjà vu ça dans tes yeux
(1979) C'est peut-être pas l'Amérique
(1981)
Papa Pingouin est une chanson grand public et familiale interprétée par les sœurs jumelles Sophie & Magaly, dont les paroles ont été écrites par Pierre Delanoë et enregistrée sous le label Jupiter Records et Arabella en 1980.
Cette chanson a été chantée au Concours Eurovision de la chanson 1980 pour représenter le grand-duché de Luxembourg.
Elle est intégralement interprétée en français, une des langues officielles du Luxembourg, comme l'imposait la règle sur les langues au Concours Eurovision de la chanson entre 1977 et 1998.
Il s'agit de la quatrième chanson interprétée lors de la soirée, après Ánna Víssi et Epikouri (en) qui représentaient la Grèce avec Autostop (en) et avant Samira qui représentait le Maroc avec Bitakat Hob (en). Elle finit 9e sur 19 au classement avec 56 points.
Sophie et Magaly ont également enregistré la chanson en allemand sous le titre de Papa Pinguin.

## La controverse Ralph Siegel
Lorsque les chanteuses de la version originale, Sophie et Magaly ont signé leur contrat avec Ralph Siegel, elles étaient encore mineures, et leurs parents n'étaient pas au courant des pratiques en vigueur dans l'industrie du spectacle. Le contrat signé entre Ralph Siegel et les parents ne prévoyait le reversement que d'un très faible pourcentage des ventes aux deux sœurs.
En avril 1982, Magaly, l'une des jumelles, fit une apparition à une heure de grande écoute dans l'émission Droit de réponse sur la chaîne de télévision TF1, dans laquelle elle déclara au public qu'elles n'avaient touché que 5 000 francs, (ou 762 € hors inflation), chacune, alors que les ventes se montaient à plus d'un million de 45 tours. Elle indiqua également que Ralph Siegel avait décidé de ne plus travailler avec les deux jeunes filles, et refusait de renégocier le contrat. La position de ce dernier était que le contrat initial était parfaitement valide et que rien ne pouvait être modifié.
En 2005, l'un des paroliers français, Jean-Paul Cara, confirma que le producteur allemand n'avait jamais eu l'intention de faire de Sophie et de Magaly un duo à succès ; il avait juste eu besoin des deux sœurs pour cette chanson en particulier.
Magaly est morte du SIDA en 1996. Sophie est décédée le 27 février 2019.

## Classements
| Classement (1980) | Meilleure position |
| ----------------- | ------------------ |
| France (IFOP)     | 18                 |

## Version de Pigloo
En 2006, le titre du Papa Pingouin est repris par le groupe de 3Dance Pigloo sous le titre Le Papa Pingouin, il sortira de ce titre un clip vidéo mettant en scène des manchots en images de synthèse dansant, avant même la sortie de Happy Feet.
| Classement (2006-2007)                  | Meilleure position |
| --------------------------------------- | ------------------ |
| Allemagne (Media Control AG)            | 6                  |
| Autriche (Ö3 Austria Top 40)            | 4                  |
| Belgique (Wallonie Ultratop 50 Singles) | 6                  |
| Europe (Eurochart Hot 100)              | 5                  |
| France (SNEP)                           | 1                  |
| Suisse (Schweizer Hitparade)            | 6                  |

| Pays   | Certification | Date | Ventes certifiées | Ventes réelles |
| ------ | ------------- | ---- | ----------------- | -------------- |
| France | Platine       | 2006 | 300 000           | 286 600        |

## Analyse
À noter que la chanson et le clip (costume) semblent parfois désigner par erreur des manchots par le nom de pingouin. Selon les paroles, le « Papa Pingouin » vit à juste titre en Arctique (puisqu'en rêve, il part « vers le Sud jusqu'en Angleterre »), où sont bel et bien des habitats des pingouins (alors que les manchots vivent dans l'hémisphère sud). Par contre, il est aussi décrit par erreur que ses ailes ne servent « plus à rien », ce qui est une des caractéristiques des manchots (alors que les pingouins sont des oiseaux volants).